# Paceco
Paceco is een gemeente in de Italiaanse provincie Trapani (regio Sicilië) en telt 11.110 inwoners (31-12-2004). De oppervlakte bedraagt 58,3 km2, de bevolkingsdichtheid is 191 inwoners per km2.
De frazioni Culcasi, Dattilo, Marino, Murana, Nubia, Pecoreria, Specchia en Verderame behoren tot Paceco.

## Demografie
Paceco telt ongeveer 4035 huishoudens. Het aantal inwoners daalde in de periode 1991-2001 met 3,5% volgens cijfers uit de tienjaarlijkse volkstellingen van ISTAT.
| Jaar | Inwoneraantal |
| ---- | ------------- |
| 1991 | 11.348        |
| 2001 | 10.949        |

## Geografie
De gemeente ligt op ongeveer 36 m boven zeeniveau.
In 1938 werd de gemeente Paceco opgeheven en opgenomen in de gemeente Trapani. In 1945 werd Paceco weer een zelfstandige gemeente, die het grondgebied van Trapani in twee delen verdeelde. In 2021 werd het gedeelte van Trapani, ten zuiden van Paceco, afgesplitst naar een nieuwe gemeente Misiliscemi.
Vanaf 2021 grenst Paceco in het noorden aan de gemeente Trapani, in het oosten aan Erice en in het zuiden aan Misiliscemi